# صحراء حسمى
صحراء حِسْمَى هي صحراء رملية تتخللها هضاب وجبال من الحجر الرملي وتمتاز بالحياة الفطرية البدائية النقية لما فيها من تنوع فطري وجمال تضاريسي في سهولها وأوديتها وجبالها ، تقع هضبة حسمى في الجزيرة العربية.  تحديداً منطقة تبوك من المملكة العربية السعودية وتمتد حدودها في المملكة الأردنية الهاشمية حيث يحدها من الشمال جبال الشراة ومن الشمال الغربي وادي عربة ومن الغرب جبال الحجاز ومن الجنوب حرة الرحا، يوجد اختلاف بتحديد حدودها، وأحيانا تعتبر اسماً لكل الصحراء إلى الشرق من خليج العقبة إلى النفود، وأحيانا يقتصر ذلك إلى غرب تبوك. وهي ذات مناخ قاري حار صيفاً وبارد شتاءاً. تعتبر الصحراء مكاناً مهماً في التاريخ البشري لكونها موطن الأنباط وقبائل عربية أخرى تركت نقوشاً بلهجة عربيّة قبل نبطيّة تعرف باللهجة الحسمائية كتبت بالحرف المسمى بالحرف الحسمائي، وهو شكل من أشكال الخط العربي، وعرف أولاً في هذه المنطقة. وأرض «حسمى»، أرض خصبة كثيرة المياه. وكانت من المناطق المعمورة، وبها آثار كثيرة ومن جبالها جبل يعرف بـ «إرم»، ويرى بعض المستشرقين أن لهذا الجبل علاقة بموضوع «إرم» الوارد ذكره في القرآن وفي كتب قصص الأنبياء والتواريخ.

## التسمية
يخبر ياقوت الحموي بأن لفظ حِسْمَى يجوز أن يكون أصله من الحسم وهو المنع والقطع، وربما جاء الاسم لوجود الصحراء بين الصحراء الداخلية للجزيرة وجبال الحجاز. واختلف الجغرافيون في أنها من الحجاز أو بادية الشام، ولعلها آخر الحجاز للحديث الذي يضع أول الشام بقريتي أذرح والجرباء اللتان تقعا بآخر جبال الشراة وتطلان على حسمى. 
يرد الاسم ببعض المصادر التاريخية مرتبطاً بقبيلة جذام، فيقال حسمى جذام.

## الخواص الجغرافية
هي عبارة عن امتداد رملي ضيق يتراوح عرضه ما بين 40 و 80 كم، ويمتد على شكل قوس من الشمال إلى الجنوب من حدود الأردن مع المملكة العربية السعودية على ارتفاع 1.800 مترًا حتى ارتفاع 700 مترًا. في الجزء الشمالي منها، تقع هضبة حسمى التي يكون أغلبها في الأردن. وتتكون جبال هذه الصحراء من الحجر الرملي الكمبري والأردوفيشي. بينما أعلى قمة جبلية فيها هي قمة جبل أم الدامي بارتفاع 1,854م. ومن أشهر الموقع بها وادي رم، ووادي اليتم، ووادي بطن الغول، ووادي زيتة.
من ناحية الجغرافية الحيوية، تتأثر صحراء حسمى بالإقليم السوداني بمعدل سنوي لهطول الأمطار يترواح ما بين 50-100 ملم. معدل الحرارة الدنيا بين 10-20 درجة مئوية ومعدل الحرارة العليا بين 20-35 درجة مئوية. تربتها من الطمي، مالحة وجرانيتية. 

## الحياة البرية
بسبب طبيعة المنطقة الصحراوية، تقتصر الحياة البرية فيها على النباتات والحيوانات المتأقلمة مع الحياة الصحراوية. ويمكن تقسيم الحياة البرية في صحراء حسمى إلى النباتات والثديات والطيور والزواحف:

### النباتات
توجد في صحراء حسمى نباتات صحراوية كثيرة، من مثل العرعر والقطف أو الرغل الملحي والسوسن الإدومي والحور الأسود (Populus Euphratica Oliv)، بالإضافة إلى صنف من النخيل إسمه الدوم وكذلك نبات الحنظل.

### الثديات
يعتبر المناخ البيئة المثالية لحياة الجمل الذي يربيه الناس على نطاق واسع في الصحراء العربية ككل وفي صحراء حسمى. وكان يعيش فيها حيوانات أخرى انقرضت كالأسد الآسيوي والنمر العربي الذي انقرض مؤخراً من الأردن وحيوان المها والوعل الذان تم إعادة تقديمهما إلى صحراء حسمى في محمية وادي رم الطبيعية. بالإضافة لذلك، الجربوع والوبر والأرنب البري والثعلب الصحرواي والقط البري (هر الرمال) والكلاب البرية والذئب العربي والذئب الرمادي والضباع والقنافذ. 

### الطيور
تعيش في هذا الصحراء القبرات الصحراوية وعصافير الدوري المعروفة والطيور الجارحة كالنسور والصقور والعقاب التي تعبرها بعضها موسمياً.

### الزواحف
بسبب البيئة الصحرواية الصعبة، تكثر الزواحف الليلية النشاط، من مثل الوزغ والحرباء والضب والورل. بالإضافة إلى عدد من أنواع الأفاعي كالأفعى المقرنة والأفعى السجاديّة (Echis coloratus ).

صورة من وادي رم تظهر الخواص الجغرافية والطوبوغرافية لصحراء حسمى

## ذكرها في الأثار الأدبية
سكنتها قبل الإسلام قبيلة جذام وارتبط ذكرها بهم، ووردت بعدة مواضع بالشعر العربي كقول كثير:
سيأتي أمير المؤمنين ودونه جماهير حسمى فورها وحزونها
وقال جميل بثينة:
ألا قد أرى إلا بثينة للقلب بوادي بدا لا «بحسمى» ولا الشعب
وروي عن المتنبي بأنه مر بها برحلته من مصر إلى العراق وقال عنها: حسمى أرض طيبة تؤدي إلى (لين النخلة) من لينها، وتنبت جميع النبات، مملوءة جبالا في كبد السماء، متناوحة ملس الجوانب، إذا أراد الناظر النظر إلى قلة أحدها فتل عنقه حتى يراها بشدة، ومنها ما لا يقدر أحد أن يراه ولا يصعده، ولا يكاد القتام يفارقها، يعرفها من رآها من حيث يراها، لأنها لا مثل لها في الدنيا.

## الأهمية الأثرية
توجد عدة مواقع تعود إلى العصر الحجري القديم الأوسط (45000 سنة إلى 150000 سنة) منها موقع طور صبحة وموقع طور فرج إلى الجنوب الشرقي من راس النقب في معان. بينما تعج صحراء حسمى بالآثار والنقوش العربية القديمة وخصوصاً الآثار النبطيّة وما قبل النبطيّة. ومن المواقع الأثرية فيها يذكر موقع الحميمة الأثري ومواقع وادي رم في الأردن ومواقع جبل اللوز في السعودية. وللصحراء أهمية خاصة عند دارسي تطور اللغة العربية حيث هي الموقع الأول الذي تم في اكتشاف نقوش عرفت فيما بعد باللهجة الحسمائية وهي لهجة عربيّة شبيهة باللهجة النبطيّة وتمتاز بكونها أول كتابة عربية ترتبط فيها الحروف ببعضها كما الخط الكوفي. ويشبه الحرف الحسمائي الحرف الصفائي إلا أنه متميز عنه بموقعه وتأريخه، واستخدم كثيرا في صحراء حسمى مع وجود آثار له شمالاً في صحراء المفرق.